# Scymnus loewii
Scymnus loewii, o mariquita de Loew, es una especie de mariquita oscura de la familia Coccinellidae. Se encuentra en América Central, América del Norte y Oceanía.

## Etimología
El epíteto específico está dedicado a M. Loew, un entomólogo europeo.